# Sōji-ji (Ibaraki)

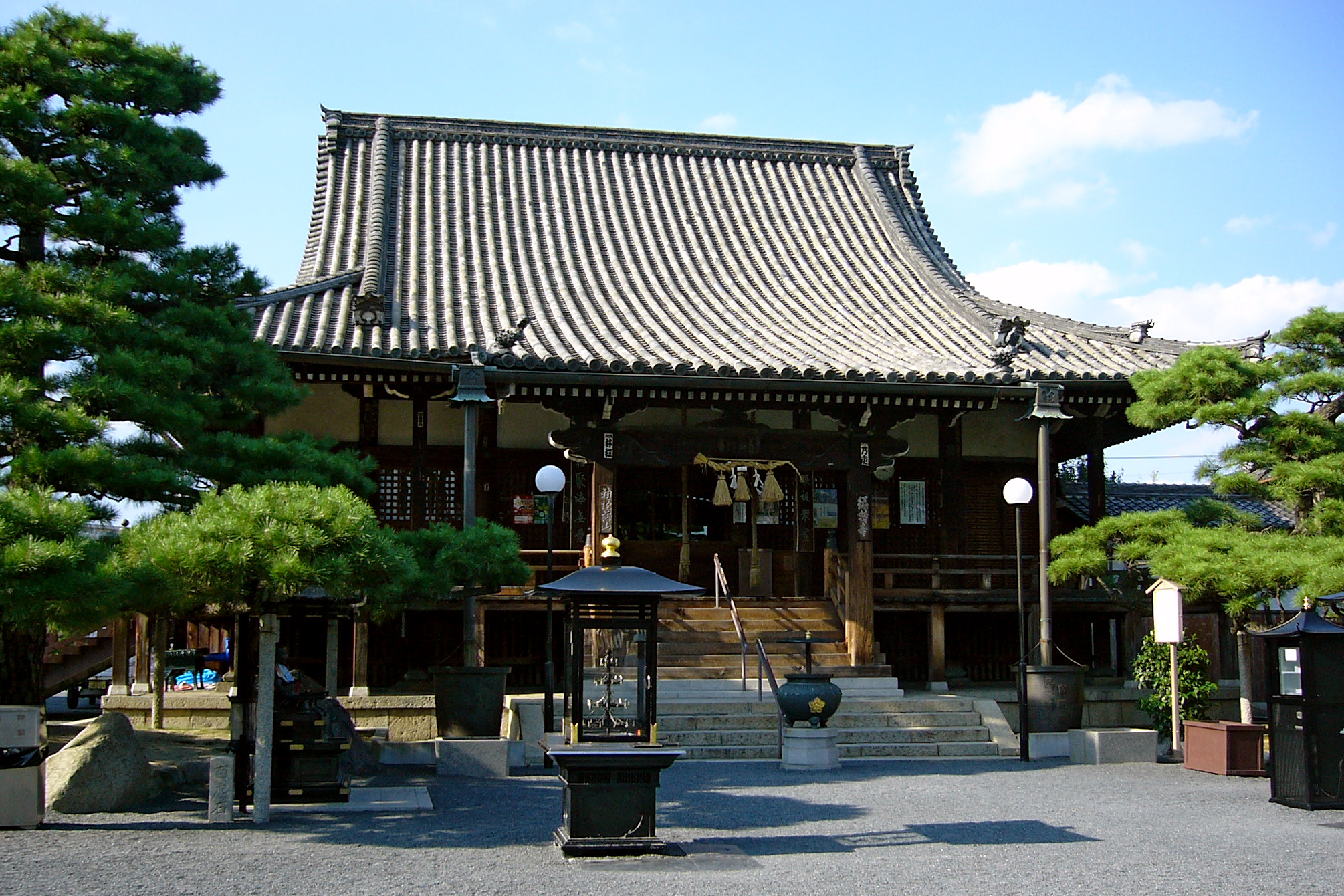
Tempelgelände des Sōji-ji

Der Sōji-ji (jap. 総持寺) ist ein buddhistischer Tempel in der Stadt Ibaraki, Präfektur Osaka in Japan. Der Tempel ist mit der Glaubensrichtung Shingon-shū assoziiert. Hauptbildnis des Tempels ist eine Statue der tausendarmigen Senju-Kannon. Der Sōji-ji ist der 22. Tempel des Saigoku-Pilgerweges (西国三十三箇所,
Saigoku sanjūsankasho).

## Überblick
Über die Gründung des Sōji-ji gibt es keine historisch verlässlichen Informationen. Der Tempelüberlieferung zufolge wurde der Sōji-ji im Jahr 879 durch Fujiwara Yamakage gegründet. Anlass war die wundersame Errettung Yamakages als Säugling durch eine Schildkröte und seine Absicht, eine Kannonstatue als Dank zu stiften. Die Legende findet sich auch in der Sammlung Konjaku Monogatarishū. Der Tempel florierte während der mittleren Heian-Zeit, da eine Enkelin Yamakages eine Gemahlin Kaiser Ichijōs wurde. Später erfuhr der Sōji-ji auch Zuwendungen durch die Kaiser Shirakawa und Toba. Der Tempel wurde von Truppen Oda Nobunagas 1572 niedergebrannt und danach in geringerem Umfang wiedererrichtet.
An die Tempellegende knüpft das alljährlich am 18. April begangene Fest an, bei dem ein Karpfen durch einen Spitzenkoch aus Osaka feierlich zerlegt wird.